# Lapwing
Lapwing (engl. für „Kiebitz“) ist ein historisches Filmdrama von Philip Stevens, das im November 2021 im Vereinigten Königreich in die Kinos kam und als Video-on-Demand veröffentlicht wurde.

## Handlung
Im Jahr 1555 in England. Ein Jahr nachdem Queen Mary den Egyptians Act verabschiedet hat, ein Gesetz, das die illegale Einwanderung einzudämmen versucht und Geldstrafen für Engländer vorsieht, die Zigeuner ins Land schmuggeln, ist es für Landstreicher schwer geworden, in England zu leben. In diesen schwierigen Zeiten verlieben sich an der Küste von Lincolnshire die Engländerin Patience und der aus Ägypten stammende Rumi. Dessen Vater Arif hat mit ihrem Schwager David ausgehandelt, sie einen Monat lang auf ihrem Land leben zu lassen, bis ein Schiff sie abholt.

## Produktion
Regie führte Philip Stevens. Es handelt sich nach dem Dokumentarfilm The Road to Rome um seinen ersten Langfilm. Auch für Drehbuchautorin Laura Turner ist es das Langfilmdebüt.
Hannah Douglas spielt die stumme Patience, Emmett J Scanlan ihren Schwager David, der die Salzbauern in der Gegend anführt und mit dem Ägypter Arif, gespielt von Javed Khan, aushandelt, seine Familie für einen größeren Geldbetrag einen Monat lang auf ihrem Land zu beherbergen. Sebastian De Souza spielt dessen Sohn Rumi.
Lapwing wurde in der Grafschaft Lincolnshire gedreht, wo sich neben dem flachen Marschland und der hügeligen Heidelandschaft auch viele Salzwiesen befinden. Als Kameramann fungierte Stewart MacGregor, für den dies ebenfalls die erste Arbeit an einem Spielfilm darstellt. Stevens hatte mit ihm bereits für The Road to Rome zusammengearbeitet.
Der Film feierte am 13. November 2021 beim Leeds International Film Festival seine Premiere. Am 26. November 2021 kam Lapwing in ausgewählte Kinos im Vereinigten Königreich und wurde zudem als Video-on-Demand veröffentlicht.